# Édgar Terán
Édgar Terán Terán (1939 - Washington D. C., 15 de noviembre de 2011) fue un diplomático y político ecuatoriano, canciller de la república entre 1984 y 1987.

## Trayectoria pública
Realizó sus estudios superiores en la Universidad Central del Ecuador, donde obtuvo el título de abogado.
En 1969, cuando contaba con 30 años de edad, se convirtió en secretario de administración pública del presidente José María Velasco Ibarra.
En 1984 fue nombrado canciller de la república por el presidente León Febres-Cordero Rivadeneyra, ocupando el cargo hasta 1987.
Durante el gobierno del conservador Sixto Durán Ballén fue embajador de Ecuador en Estados Unidos.
En 1996 integró la comisión negociadora sobre el problema limítrofe entre Ecuador y Perú, siendo nombrado presidente de la misma.
En septiembre de 2009 fue acusado penalmente de atentado a la seguridad del Estado al afirmar que el gobierno ecuatoriano habría cometido crímenes de lesa humanidad. El abogado defensor de Terán aseveró que las declaraciones de Terán no constituían un delito y que en las mismas se refería a supuestos nexos entre el gobierno y la guerrilla colombiana de las FARC. Terán se refugió seguidamente en Estados Unidos. El 15 de abril de 2010 fue declarado inocente por la Tercera Sala de garantías penales de la Corte de Justicia de Pichincha.
Falleció el 15 de noviembre de 2011 en Washington D. C. debido a complicaciones originadas después de una cirugía de pleura.